# Démophile de Constantinople
Démophile de Constantinople (mort en 386) fut évêque de Béroia puis de Constantinople, de début 370 au 26 novembre 380. Il était arien.